# Eudamidas II
Eudamidas II (Grieks: Εὐδαμίδας) was een koning van Sparta die regeerde van 275 tot 244 v.Chr. Hij was de 24e koning van de Eurypontiden. Hij was de zoon van koning Archidamus IV, neef van Agesistrata en kleinzoon van Eudamidas I en Arachidamia. Hij had twee zonen, Archidamus V en Agis IV, zijn opvolger.